# Șleahove, Kameanka-Dniprovska
Șleahove (în ucraineană Шляхове) este un sat în comuna Blahovișcenka din raionul Kameanka-Dniprovska, regiunea Zaporijjea, Ucraina.

## Demografie
Componența lingvistică a localității Șleahove
     Ucraineană (85%)
     Rusă (15%)
Conform recensământului din 2001, majoritatea populației localității Șleahove era vorbitoare de ucraineană (85%), existând în minoritate și vorbitori de rusă (15%).